# Cal y Mayor
Cal y Mayor är en ort i Mexiko.   Den ligger i kommunen Santa María Chimalapa och delstaten Oaxaca, i den sydöstra delen av landet, 600 km sydost om huvudstaden Mexico City. Cal y Mayor ligger 759 meter över havet och antalet invånare är 543.
Terrängen runt Cal y Mayor är kuperad. Runt Cal y Mayor är det glesbefolkat, med 8 invånare per kvadratkilometer. Närmaste större samhälle är La Esperanza, 18,7 km nordost om Cal y Mayor. I omgivningarna runt Cal y Mayor växer i huvudsak städsegrön lövskog.